# USS LST-601
O USS LST-601 foi um navio de guerra norte-americano da classe LST que operou durante a Segunda Guerra Mundial.